# Evangelische Kirche Crumbach

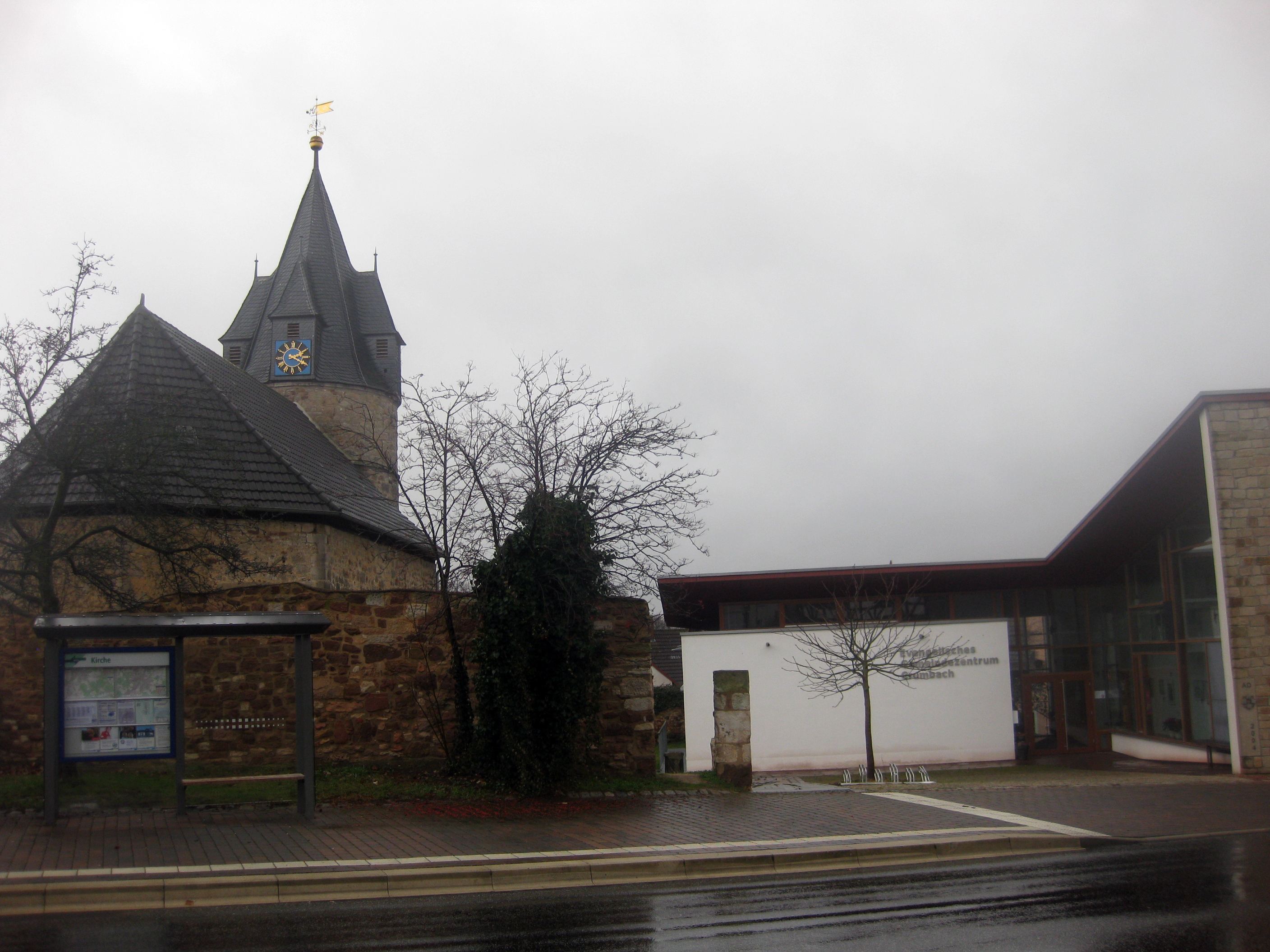
Evangelische Kirche und Gemeindezentrum

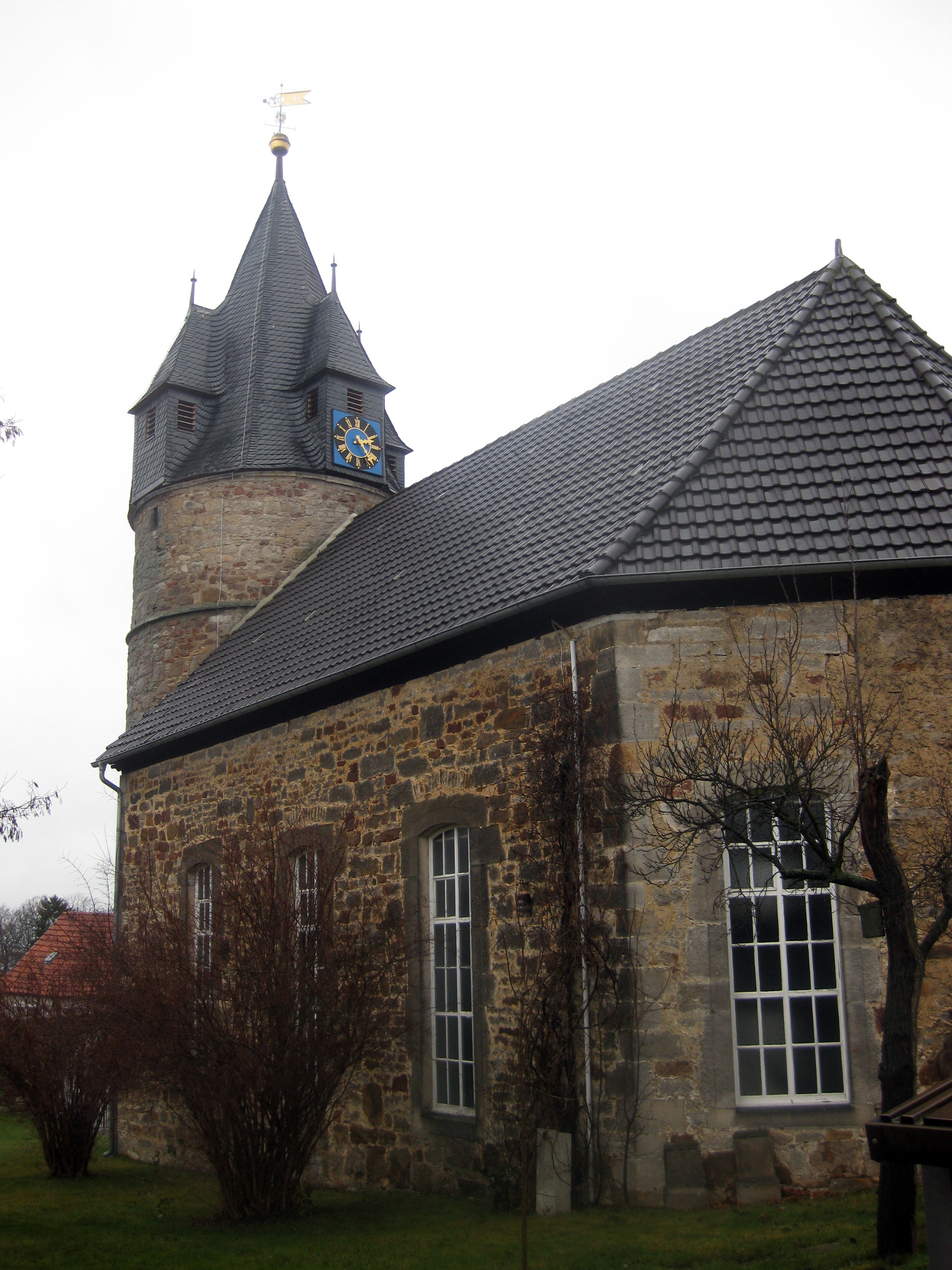
Die Kirche vom Kirchhof aus gesehen

Die Evangelische Kirche Crumbach ist eine Pfarrkirche in Crumbach, einem Ortsteil der Gemeinde Lohfelden im Landkreis Kassel in Nordhessen.

## Lage
Die Kirche steht auf einem steil ins Tal des Wälzebachs abfallenden Bergsporn, der nordöstlich des Lohfeldener Altdorfes Crumbach aus dem Höhenrücken hervorragt. Unmittelbar östlich verläuft die L 3203, hier im Ortsbereich Crumbacher Straße genannt.
An der straßenabgewandten Seite des Kirchhofs stehen zwei Maulbeerbäume, die 1790 gepflanzt wurden und deren Blätter einst als Futter für Seidenraupen dienten. Als vermutlich älteste Maulbeerbäume Nordhessens sind sie heute Naturdenkmale.

## Geschichte
Über die Entstehung der Kirchenanlage sind bisher keine urkundlichen Belege bekannt. Die erste urkundliche Erwähnung der Kirche stammt aus dem Jahre 1368.
Man nimmt an, dass an dieser Stelle, vermutlich in der Gegend einer vorchristlichen Kultstätte, bereits in der Anfangszeit der Christianisierung in Nordhessen im 8. Jahrhundert eine kleine Holzkirche errichtet wurde. Der erste Steinbau war dann eine kleine romanische Kapelle im 10. oder 11. Jahrhundert, deren Reste unter dem Chorraum gefunden wurden und die etwa maßgleich mit der St. Georgskapelle in Kaufungen war. Die noch vorhandene Fundamentreste des Chorraumes zeigen die Ost-West-Ausrichtung an.
Im 12. Jahrhundert wurde der rechteckige, innere Kirchhof mit einer nahezu mannshohen Mauer umgeben, und ein runder Wehrturm wurde errichtet. In der Südwestecke der Mauer wurde ein Wohnturm gebaut, vermutlich zur Aufnahme einer kleinen Wachtruppe. die Mauer. Das Agnus-Dei-Relief am Turm stammt aus dem 14. Jahrhundert.
Im Jahre 1402 brannten Truppen des Mainzer Erzbischofs Johann II. in der Umgebung von Kassel eine Anzahl Dörfer nieder. Darunter war auch Crumbach, und die Kirche wurde dabei weitgehend zerstört. Wie eine dendrochronologische Untersuchung der Balken ergab, erfolgte der Wiederaufbau erst in der zweiten Hälfte des 15. Jahrhunderts, nunmehr in der Ausrichtung des heutigen Kirchenschiffs auf den Wehrturm, aber noch immer mit deutlichem Abstand zu diesem. Die kleine Kirche mit gotischer Sockelschräge des Chorraumabschlusses und kleinen gotischen Fenstern mit Maßwerk war maßgleich der Kapelle in Ochshausen. Der obere Teil des Wohnturms in der südwestlichen Kirchhofecke wurde heruntergenommen und durch einen Fachwerkaufbau ersetzt.
Der Wehrturm und die Wehrmauer mit ihrem gotischen Portal überstanden die Verwüstungen des Dreißigjährigen Kriegs, aber spätestens nach dem Siebenjährigen Krieg (1756–1763) war die Kirche reparaturbedürftig. 1770/71 erfolgte der Umbau in die heutige Form. Das Kirchenschiff wurde verbreitert und erhöht und mit dem Wehrturm verbunden, der dabei zum Kirch- und Glockenturm umgebaut wurde. Er erhielt eine barocke Haube mit vier Wichhäuschen am Helmaufsatz und wurde im Untergeschoss geöffnet, so dass der Zugang zum Kirchenschiff nunmehr nicht mehr von der Seitenwand, sondern durch den unteren Turmraum erfolgte.
Das Kircheninnere wurde nach der Einführung der Reformation in der Landgrafschaft Hessen 1526 mehrfach umgestaltet. Bis 1957 war das Kirchengestühl zur Kanzel hin ausgerichtet, und das Schiff hatte eine dreiseitig umlaufende Empore. Hoch über dem Nebeneingang ist ein Grabstein aus dem Jahre 1597 eingelassen.
Innerhalb des durch eine niedrige Mauer eingefriedeten Kirchengeländes, aber außerhalb der Wehrmauer befanden sich einst die Gebäude des Pfarrgehöfts (Wohnhaus, Stallungen, Scheune) und Gemüsegärten.
Seit 2002 wird die alte Kirchenanlage durch ein neues Gemeindezentrum und ein Pfarrhaus ergänzt.
Koordinaten: 51° 16′ 15″ N, 9° 32′ 15″ O